# Bogdănești (gmina Oteșani)
Bogdănești – wieś w Rumunii, w okręgu Vâlcea, w gminie Oteșani. W 2011 roku liczyła 338 mieszkańców.